# Il superlibro dei coniglietti suicidi
Il superlibro dei coniglietti suicidi (The Bumper Book of Bunny Suicides) è un libro umoristico di Andy Riley, pubblicato nel 2010. Contiene disegni raffiguranti conigli impegnati a togliersi la vita nei modi più bizzarri .